# Jac
Jac, pseudonym för Carl Agnar Jacobsson, född 7 november 1884 i Älgå församling, Värmlands län, död 24 augusti 1942 i Stockholm, var en svensk tecknare och illustratör.

## Biografi
Jac medverkade i Dagens Nyheter från 1912. Här tecknade han fram till 1942 varje dag till dagsverserna på Namn och Nytt-sidorna, där han skapade karaktären herr Carl Ferdinand Lundin. Den lille, knubbige herr Carl Ferdinand Lundin var troligen Jacs alter ego. Han var elegant klädd i stormhatt och damasker och var älskad av läsarna som någon de kunde identifiera sig med.
Jac gjorde även skarpa karikatyrer och porträtt samt illustrerade dramatiska politiska händelser, bland annat i Söndags-Nisse och dess årsbok Lutfisken.
På Riksarkivet finns både Carl A Jacobssons teckningssamling med cirka 14500 teckningar och Carl A Jacobssons arkiv som består av brev och handlingar efter Jacs liv och verksamhet. Båda arkiven ingår i Sveriges Pressarkiv. Han är begravd på Norra begravningsplatsen utanför Stockholm.